# 元忻之
元忻之（？—？），河南郡洛阳县（今河南省洛阳市东）人，魏道武帝拓跋珪的后裔，北魏宗室、官员。

## 生平
元忻之性格粗率勇猛，幼年时就有气力，以定州平北府中兵参军为起家官，略微升迁至尚书右中兵郎。元忻之后来因为在河渚起兵支持魏孝庄帝元子攸，获赐爵东阿侯。当初，魏孝庄帝想要刺杀尔朱荣和元天穆时，元忻之秘密上奏，请求到行事的那天，在魏孝庄帝身边侍奉站立，准备亲手杀死这两人。尔朱荣死后，北魏百官进宫去庆贺，只有元忻之受到慰劳。魏孝庄帝在晋阳被杀后，元忻之心怀恐惧。等到高欢在黄河以北起兵反抗尔朱氏，元忻之前去投奔。魏节闵帝元恭时期，元忻之出任散骑常侍、大丞相右长史。魏孝武帝元修时期，元忻之承袭了父亲的爵位安康县开国伯，出任抚军将军、北徐州刺史，从小路前往北徐州，遇到樊子鹄占据瑕丘谋反，因此在途中遇害。因为元忻之死于国事，朝廷追赠使持节、都督定殷二州诸军事、骠骑大将军、司空公、定州刺史，谥号文贞。

## 家庭

### 父母
- 元均，北魏散骑常侍、安东将军、安康孝武伯
- 京兆杜氏[2]

### 兄弟姐妹
- 元庆鸾，东魏司徒谘议参军
- 元庆哲，司农少卿